# Пежо 4008
 Тази статия е за модела автомобили от 2012-2017.  За модела, продаван след това в Китай под същото име, вижте Пежо 3008.  
„Пежо 4008“ (Peugeot 4008) е модел компактни SUV автомобили (сегмент J) на френската компания „Пежо“, произвеждан от 2012 до 2017 година.
Подобно на своя предшественик „Пежо 4007“, той е разработен съвместно с японската компания „Мицубиши“ и е сходен с моделите „Мицубиши ASX“ и „Ситроен C4 Еъркрос“, като се произвежда основно в заводите на „Мицубиши“ в Окадзаки. През 2017 година „Пежо“ го заменя с второто поколение на собствения си модел „Пежо 3008“, удължен вариант на който продължава да се предлага на китайския пазар като второ поколение на „Пежо 4008“.